# ミリオンセラーの絵本一覧
ミリオンセラーの絵本一覧（ミリオンセラーのえほんいちらん）では、日本での発行部数が100万部を突破した絵本の一覧を掲載する。
絵本の場合、一般のベストセラーのように短期間で爆発的に売れるより、数年ないし数十年にわたり読み継がれ、じわじわと売れていきミリオンセラーになるケースが多い（ただし、マスメディアで紹介されたことがきっかけで一般のベストセラー並に爆発的に売れた絵本もある）。
※以下に挙げた部数は、特記なき場合は日本国内での発行部数。ただし、必ずしも最新の数字ではない場合がある。

## 単巻部数
| 作品                                                            | 著者                                                                     | 出版年 | 出版社             | 発行部数    | 出典          |
| --------------------------------------------------------------- | ------------------------------------------------------------------------ | ------ | ------------------ | ----------- | ------------- |
| いない いない ばあ                                              | 松谷みよ子（作） 瀬川康男（絵）                                          | 1967年 | 童心社             | 750万部     | p.6           |
| ぐりとぐら                                                      | 中川李枝子（作） 山脇百合子（絵）                                        | 1967年 | 福音館書店         | 567万部     | p.18          |
| はらぺこあおむし                                                | エリック・カール 森比左志（訳）                                          | 1976年 | 偕成社             | 450万部     | p.30          |
| だるまさんが                                                    | かがくいひろし                                                           | 2008年 | ブロンズ新社       | 376万部     | p.6           |
| しろくまちゃんのほっとけーき                                    | 若山憲                                                                   | 1972年 | こぐま社           | 362万部     | p.6           |
| ねないこだれだ                                                  | せなけいこ                                                               | 1969年 | 福音館書店         | 342万部     | p.7           |
| てぶくろ                                                        | ウクライナ民話 内田莉莎子（訳） エウゲーニー・M・ラチョフ（絵）          | 1965年 | 福音館書店         | 336万部     | p.18          |
| おおきなかぶ                                                    | ロシア民話 A・トルストイ（再話） 内田莉莎子（訳） 佐藤忠良（絵）         | 1966年 | 福音館書店         | 335万部     | p.18          |
| じゃあじゃあびりびり                                            | まついのりこ                                                             | 1983年 | 偕成社             | 332万部     | p.7           |
| きんぎょが にげた                                               | 五味太郎                                                                 | 1982年 | 福音館書店         | 329万部     | p.19          |
| ボードブック/はらぺこあおむし                                   | エリック・カール 森比左志（訳）                                          | 1997年 | 偕成社             | 324万部     | p.19          |
| ぐりとぐらのおきゃくさま                                        | 中川李枝子（作） 山脇百合子（絵）                                        | 1967年 | 福音館書店         | 317万部     | p.19          |
| 三びきのやぎのがらがらどん                                      | マーシャ・ブラウン 瀬田貞二（訳）                                        | 1965年 | 福音館書店         | 285万部     | p.30          |
| ノンタンぶらんこのせて                                          | キヨノサチコ                                                             | 1976年 | 偕成社             | 278万部     | p.20          |
| いないいないばああそび                                          | 木村裕一                                                                 | 1988年 | 偕成社             | 277万部     | p.7           |
| からすのパンやさん                                              | かこさとし                                                               | 1973年 | 偕成社             | 274万部     | p.30          |
| がたん ごとん がたん ごとん                                     | 安西水丸                                                                 | 1987年 | 福音館書店         | 272万部     | p.7           |
| だるまさんの                                                    | かがくいひろし                                                           | 2008年 | ブロンズ新社       | 270万部     | p.7           |
| だるまさんと                                                    | かがくいひろし                                                           | 2009年 | ブロンズ新社       | 270万部     | p.7           |
| ノンタンおやすみなさい                                          | キヨノサチコ                                                             | 1976年 | 偕成社             | 263万部     | p.20          |
| ノンタン!サンタクロースだよ                                     | キヨノサチコ                                                             | 1978年 | 偕成社             | 259万部     | p.20          |
| はじめてのおつかい                                              | 筒井頼子（作） 林明子（絵）                                              | 1977年 | 福音館書店         | 254万部     | p.19          |
| しろいうさぎとくろいうさぎ                                      | ガース・ウィリアムズ 松岡享子（訳）                                      | 1965年 | 福音館書店         | 254万部     | p.31          |
| ウォーリーをさがせ!                                             | マーティン・ハンドフォード 唐沢則幸（訳）                                | 1987年 | フレーベル館       | 251万部     | p.31          |
| ぐるんぱのようちえん                                            | 西内ミナミ（作） 堀内誠一（絵）                                          | 1966年 | 福音館書店         | 249万部     | p.31          |
| 100万回生きたねこ                                               | 佐野洋子                                                                 | 1977年 | 講談社             | 246万部     | p.31          |
| おしいれのぼうけん                                              | 古田足日（作） 田畑精一（絵）                                            | 1974年 | 童心社             | 240万部     | p.31          |
| おつきさま こんばんは                                           | 林明子                                                                   | 1986年 | 福音館書店         | 238万部     | p.8           |
| くだもの                                                        | 平山和子                                                                 | 1981年 | 福音館書店         | 228万部     | p.19          |
| ウォーリーのふしぎなたび                                        | マーティン・ハンドフォード 唐沢則幸（訳）                                | 1989年 | フレーベル館       | 222万部     | p.31          |
| しょうぼうじどうしゃじぷた                                      | 渡辺茂男（作） 山本忠敬（絵）                                            | 1966年 | 福音館書店         | 220万部     | p.32          |
| いいおかお                                                      | 松谷みよ子（作） 瀬川康男（絵）                                          | 1967年 | 童心社             | 220万部     | p.8           |
| ごあいさつあそび                                                | 木村裕一                                                                 | 1988年 | 偕成社             | 213万部     | p.8           |
| タイムトラベラー ウォーリーをおえ!                              | マーティン・ハンドフォード 唐沢則幸（訳）                                | 1988年 | フレーベル館       | 213万部     | p.32          |
| ノンタンおよぐのだいすき                                        | キヨノサチコ                                                             | 1977年 | 偕成社             | 211万部     | p.20          |
| うさこちゃんとどうぶつえん                                      | ディック・ブルーナ 石井桃子（訳）                                        | 1964年 | 福音館書店         | 206万部     | p.8           |
| だるまちゃんとてんぐちゃん                                      | 加古里子                                                                 | 1967年 | 福音館書店         | 204万部     | p.19          |
| ゆきのひのうさこちゃん                                          | ディック・ブルーナ 石井桃子（訳）                                        | 1964年 | 福音館書店         | 203万部     | p.8           |
| ちいさなうさこちゃん                                            | ディック・ブルーナ 石井桃子（訳）                                        | 1964年 | 福音館書店         | 202万部     | p.9           |
| おふろでちゃぷちゃぷ                                            | 松谷みよ子（作） いわさきちひろ（絵）                                    | 1970年 | 童心社             | 201万部     | p.9           |
| ぐりとぐらのかいすいよく                                        | 中川李枝子（作） 山脇百合子（絵）                                        | 1977年 | 福音館書店         | 201万部     | p.33          |
| 徳間アニメ絵本・となりのトトロ                                  | 宮崎駿                                                                   | 1988年 | 徳間書店           | 200万部以上 | [ 10 ]        |
| どろんこハリー                                                  | ジーン・ジオン（作） マーガレット・ブロイ・グレアム（絵） 渡辺茂男（訳） | 1964年 | 福音館書店         | 199万部     | p.33          |
| ノンタンおねしょでしょん                                        | キヨノサチコ                                                             | 1978年 | 偕成社             | 199万部     | p.20          |
| わたしのワンピース                                              | 西巻茅子                                                                 | 1969年 | こぐま社           | 193万部     | p.21          |
| そらいろのたね                                                  | 中川李枝子（作） 大村百合子（絵）                                        | 1967年 | 福音館書店         | 189万部     | p.21          |
| ノンタンのたんじょうび                                          | キヨノサチコ                                                             | 1980年 | 偕成社             | 189万部     | p.20          |
| ぐりとぐらのえんそく                                            | 中川李枝子（作） 山脇百合子（絵）                                        | 1983年 | 福音館書店         | 178万部     | p.33          |
| あかんべノンタン                                                | キヨノサチコ                                                             | 1976年 | 偕成社             | 177万部     | p.20          |
| ノンタンあわぷくぷくぷぷぷう                                    | キヨノサチコ                                                             | 1980年 | 偕成社             | 177万部     | p.20          |
| もうねんね                                                      | 松谷みよ子（作） 瀬川康男（絵）                                          | 1968年 | 童心社             | 176万部     | p.9           |
| うさこちゃんとうみ                                              | ディック・ブルーナ 石井桃子（訳）                                        | 1964年 | 福音館書店         | 175万部     | p.9           |
| ぞうくんのさんぽ                                                | 中野弘隆 中野正隆（レタリング）                                          | 1977年 | 福音館書店         | 169万部     | p.21          |
| 11ぴきのねこ                                                    | 馬場のぼる                                                               | 1967年 | こぐま社           | 167万部     | p.33          |
| どうぞのいす                                                    | 香山美子（作） 柿本幸造（絵）                                            | 1981年 | ひさかたチャイルド | 167万部     | p.21          |
| ピーターラビットのおはなし                                      | ビアトリクス・ポター 石井桃子（訳）                                      | 1971年 | 福音館書店         | 161万部     | p.33          |
| 13歳のハローワーク （新 13歳のハローワーク）                    | 村上龍                                                                   | 2003年 | 幻冬舎             | 160万部     | [ 11 ] [ 12 ] |
| ちびくろ・さんぼ                                                | ヘレン・バンナーマン（作） フランク・ドビアス（絵） 光吉夏弥（訳）       | 1953年 | 岩波書店 →瑞雲舎   | 159万部     | [ 13 ]        |
| そらまめくんのベッド                                            | なかやみわ                                                               | 1999年 | 福音館書店         | 159万部     | p.21          |
| まどから おくりもの                                             | 五味太郎                                                                 | 1983年 | 偕成社             | 154万部     | p.21          |
| ひとりでうんちできるかな                                        | 木村裕一                                                                 | 1989年 | 偕成社             | 169万部     | p.10          |
| ノンタン おしっこしーしー                                       | キヨノサチコ                                                             | 1987年 | 偕成社             | 168万部     | p.20          |
| ノンタンボールまてまてまて                                      | キヨノサチコ                                                             | 1982年 | 偕成社             | 166万部     | p.20          |
| もこ もこもこ                                                   | 谷川俊太郎（作） 元永定正（絵）                                          | 1977年 | 文研出版           | 153万部     | p.10          |
| のせてのせて                                                    | 松谷みよ子（作） 東光寺啓（絵）                                          | 1969年 | 童心社             | 152万部     | p.11          |
| いやだいやだ                                                    | せなけいこ                                                               | 1969年 | 福音館書店         | 150万部     | p.11          |
| ノンタンほわほわほわわ                                          | キヨノサチコ                                                             | 1977年 | 偕成社             | 150万部     | p.20          |
| いただきますあそび                                              | 木村裕一                                                                 | 1988年 | 偕成社             | 150万部     | p.11          |
| こんとあき                                                      | 林明子                                                                   | 1989年 | 福音館書店         | 149万部     | p.34          |
| にんじん                                                        | せなけいこ                                                               | 1969年 | 福音館書店         | 147万部     | p.11          |
| しましまぐるぐる                                                | 柏原晃夫                                                                 | 2009年 | 学研プラス         | 147万部     | p.11          |
| スーホの白い馬                                                  | モンゴル民話 大塚勇三（再話） 赤羽末吉（絵）                             | 1967年 | 福音館書店         | 146万部     | p.34          |
| モチモチの木                                                    | 斎藤隆介（作） 滝平二郎（絵）                                            | 1971年 | 岩崎書店           | 146万部     | p.34          |
| かわいそうなぞう                                                | 土家由岐雄                                                               | 1970年 | 金の星社           | 145万部     | p.34          |
| ベンジャミンバニーのおはなし                                    | ビアトリクス・ポター 石井桃子（訳）                                      | 1971年 | 福音館書店         | 145万部     | p.33          |
| きかんしゃ やえもん                                             | 阿川弘之（作） 岡部冬彦（絵）                                            | 1959年 | 岩波書店           | 141万部     | p.35          |
| フロプシーのこどもたち                                          | ビアトリクス・ポター 石井桃子（訳）                                      | 1971年 | 福音館書店         | 141万部     | p.33          |
| おばけのバーバパパ                                              | アネット・チゾン タラス・テイラー 山下明生（訳）                         | 1972年 | 偕成社             | 141万部     | p.22          |
| 14ひきのあさごはん                                              | いわむらかずお                                                           | 1983年 | 童心社             | 141万部     | p.22          |
| ウォーリー ハリウッドへいく                                     | マーティン・ハンドフォード 唐沢則幸（訳）                                | 1993年 | フレーベル館       | 141万部     | p.35          |
| うずらちゃんのかくれんぼ                                        | きもとももこ                                                             | 1994年 | 福音館書店         | 141万部     | p.22          |
| 世界がもし100人の村だったら                                     | 池田香代子（再話） C・ダグラス・ラミス（対訳）                           | 2001年 | マガジンハウス     | 140万部     | [ 14 ]        |
| いたずらきかんしゃちゅうちゅう                                  | バージニア・リー・バートン 村岡花子（訳）                                | 1961年 | 福音館書店         | 139万部     | p.36          |
| アンパンマンをさがせ! ミニ(1)                                   | やなせたかし（原作） K&B石川ゆり子（考案） 東京ムービー（作画）          | 2002年 | フレーベル館       | 139万部     | p.22          |
| くれよんのくろくん                                              | なかやみわ                                                               | 2001年 | 童心社             | 138万部     | p.23          |
| ぴょーん                                                        | 松岡達英                                                                 | 2000年 | ポプラ社           | 138万部     | p.11          |
| かばくん                                                        | 岸田衿子（作） 中谷千代子（絵）                                          | 1966年 | 福音館書店         | 137万部     | p.23          |
| かいじゅうたちのいるところ                                      | モーリス・センダック 神宮輝夫（訳）                                      | 1975年 | 冨山房             | 136万部     | p.24          |
| とけいのほん(1)                                                 | まついのりこ                                                             | 1973年 | 福音館書店         | 134万部     | p.24          |
| ウォーリー ゆめのくにだいぼうけん!                              | マーティン・ハンドフォード 唐沢則幸（訳）                                | 1997年 | フレーベル館       | 133万部     | p.36          |
| あーんあん                                                      | せなけいこ                                                               | 1972年 | 福音館書店         | 131万部     | p.12          |
| おふろだいすき                                                  | 松岡享子（作） 林明子（絵）                                              | 1982年 | 福音館書店         | 131万部     | p.36          |
| わすれられないおくりもの                                        | スーザン・バーレイ（作） 小川仁央（訳）                                  | 1986年 | 評論社             | 131万部     | p.36          |
| くっついた                                                      | 三浦太郎                                                                 | 2005年 | こぐま社           | 130万部     | p.12          |
| ひとまねこざる                                                  | ハンス・アウグスト・レイ（作） マーガレット・レイ（絵） 光吉夏弥（訳）   | 1954年 | 岩波書店           | 128万部     | p.36          |
| ちいさいおうち                                                  | バージニア・リー・バートン 石井桃子（訳）                                | 1954年 | 岩波書店           | 126万部     | p.36          |
| おでかけ版ボードブック いないいないばああそび                   | 木村裕一                                                                 | 2003年 | 偕成社             | 126万部     | p.12          |
| はははのはなし                                                  | 加古里子                                                                 | 1972年 | 福音館書店         | 125万部     | p.37          |
| 花さき山                                                        | 斉藤隆介                                                                 | 1969年 | 岩崎書店           | 121万部     | p.37          |
| ねずみくんのチョッキ                                            | なかえよしを（作） 上野紀子（絵）                                        | 1974年 | ポプラ社           | 121万部     | p.24          |
| はけたよはけたよ                                                | 神沢利子（作） 西巻茅子（絵）                                            | 1970年 | 偕成社             | 120万部     | p.24          |
| アンパンマンのあいうえおずかん アンパンマンのたべものあいうえお | やなせたかし（原作） 東京ムービー（作画）                                | 1999年 | フレーベル館       | 120万部     | p.24          |
| 葉っぱのフレディ                                                | レオ・バスカーリア みらいなな（訳） 島田光雄（絵）                       | 1998年 | 童話屋             | 119万部     | [ 15 ]        |
| アンパンマンはじめまして ぼく、アンパンマン!                    | やなせたかし（原作） トムス・エンタテインメント（作画）                  | 2007年 | フレーベル館       | 119万部     | p.12          |
| さむがりやのサンタ                                              | レイモンド・ブリッグズ 菅原啓州（訳）                                    | 1974年 | 福音館書店         | 118万部     | p.37          |
| みんなうんち                                                    | 五味太郎                                                                 | 1981年 | 福音館書店         | 118万部     | p.37          |
| 100かいだてのいえ                                               | 岩井俊雄                                                                 | 2008年 | 偕成社             | 116万部     | p.24          |
| しずくのぼうけん                                                | マリア・テルリコフスカ（作） ボフダン・ブテンコ（絵） 内田莉莎子（訳）   | 1969年 | 福音館書店         | 115万部     | p.37          |
| もじゃもじゃ                                                    | せなけいこ                                                               | 1969年 | 福音館書店         | 114万部     | p.13          |
| すてきな三にんぐみ                                              | トミー・アンゲラー 今江祥智（訳）                                        | 1969年 | 偕成社             | 114万部     | p.25          |
| ももたろう                                                      | 松居直（文） 赤羽末吉（画）                                              | 1965年 | 福音館書店         | 113万部     | p.37          |
| おさじさん                                                      | 松谷みよ子（作） 東光寺啓（絵）                                          | 1969年 | 童心社             | 113万部     | p.13          |
| アンパンマンのサンタクロース                                    | やなせたかし                                                             | 1981年 | フレーベル館       | 113万部     | p.38          |
| ノンタンはみがきはーみー                                        | キヨノサチコ                                                             | 1989年 | 偕成社             | 112万部     | p.20          |
| もりのなか                                                      | マリー・ホール・エッツ 間崎ルリ子（訳）                                  | 1963年 | 福音館書店         | 112万部     | p.25          |
| おおかみと七ひきのこやぎ                                        | グリム童話 フェリクス・ホフマン（画） せたていじ（訳）                   | 1967年 | 福音館書店         | 111万部     | p.38          |
| なぞなぞえほん 1のまき                                          | 中川李枝子（作） 山脇百合子（絵）                                        | 1988年 | 福音館書店         | 111万部     | p.38          |
| とけいのほん(2)                                                 | まついのりこ                                                             | 1973年 | 福音館書店         | 110万部     | p.25          |
| 二ほんのかきのき                                                | 熊谷元一                                                                 | 1979年 | 福音館書店         | 110万部     | [ 16 ]        |
| 日本昔ばなしアニメ絵本 ももたろう                               | 柳川茂（文） 水端せり（脚色・構成） 宮尾岳（絵）                         | 1997年 | 永岡書店           | 110万部     | [ 17 ]        |
| なぞなぞえほん 3のまき                                          | 中川李枝子（作） 山脇百合子（絵）                                        | 1988年 | 福音館書店         | 109万部     | p.38          |
| ずーっと ずっと だいすきだよ                                    | ハンス・ウィルヘルム 久山太市（訳）                                      | 1988年 | 評論社             | 109万部     | p.38          |
| バムとケロのおかいもの                                          | 島田ゆか                                                                 | 1999年 | 文溪堂             | 109万部     | p.25          |
| なぞなぞえほん 2のまき                                          | 中川李枝子（作） 山脇百合子（絵）                                        | 1988年 | 福音館書店         | 108万部     | p.38          |
| アンパンマンとはじめよう! アンパンマンとげんきにあいさつ        | やなせたかし（原作） トムス・エンタテインメント（作画）                  | 2005年 | フレーベル館       | 108万部     | p.25          |
| はじめてのおるすばん                                            | しみずみちを（作） 山本まつ子（絵）                                      | 1972年 | 岩崎書店           | 107万部     | p.38          |
| おばけのてんぷら                                                | せなけいこ                                                               | 1976年 | ポプラ社           | 107万部     | p.26          |
| 14ひきのひっこし                                                | いわむらかずお                                                           | 1983年 | 童心社             | 107万部     | p.26          |
| どんなにきみがすきだかあててごらん                              | サム・マクブラットニィ（作） アニタ・ジェラーム（絵） 小川仁央（訳）     | 1995年 | 評論社             | 107万部     | p.25          |
| いつでも会える                                                  | 菊田まりこ                                                               | 1998年 | 学習研究社         | 107万部     | [ 18 ]        |
| こぐまちゃんとどうぶつえん                                      | 若山憲                                                                   | 1970年 | こぐま社           | 106万部     | p.13          |
| ふたりはともだち                                                | アーノルド・ローベル 三木卓（訳）                                        | 1972年 | 文化出版局         | 106万部     | [ 18 ]        |
| あいうえおえほん                                                | 戸田幸四郎 とだひろし                                                    | 1982年 | 戸田デザイン研究室 | 106万部     | [ 19 ]        |
| バムとケロのさむいあさ                                          | 島田ゆか                                                                 | 1996年 | 文溪堂             | 106万部     | p.26          |
| そらまめくんとめだかのこ                                        | なかやみわ                                                               | 2000年 | 福音館書店         | 106万部     | p.26          |
| もしもしおでんわ                                                | 松谷みよ子（作） いわさきちひろ（絵）                                    | 1970年 | 童心社             | 105万部     | p.14          |
| こぐまちゃんのみずあそび                                        | 若山憲                                                                   | 1971年 | こぐま社           | 105万部     | p.13          |
| あかちゃんのうた                                                | 松谷みよ子（作） いわさきちひろ（絵）                                    | 1971年 | 童心社             | 105万部     | p.14          |
| 11ぴきのねことあほうどり                                        | 馬場のぼる                                                               | 1972年 | こぐま社           | 105万部     | p.39          |
| どうぶつあれあれえほん たべたのだあれ                           | 五味太郎                                                                 | 1977年 | 文化出版局         | 103万部     | p.14          |
| どうぶつのおやこ                                                | 薮内正幸                                                                 | 1966年 | 福音館書店         | 102万部     | p.14          |
| アンパンマンのいないいないばぁ ばぁ!                            | やなせたかし（原作） トムス・エンタテインメント（作画）                  | 2005年 | フレーベル館       | 102万部     | p.14          |
| どうぶついろいろかくれんぼ                                      | いしかわこうじ                                                           | 2006年 | ポプラ社           | 102万部     | p.14          |
| はなをくんくん                                                  | ルース・クラウス（作） マーク・シーモント（絵） 木島始（訳）             | 1967年 | 福音館書店         | 102万部     | p.27          |
| バムとケロのそらのたび                                          | 島田ゆか                                                                 | 1995年 | 文溪堂             | 102万部     | p.27          |
| おめん                                                          | わだことみ（作） 佐々木洋子（絵）                                        | 1999年 | ポプラ社           | 102万部     | p.27          |
| おしゃべりなたまごやき                                          | 寺村輝夫（作） 長新太（画）                                              | 1972年 | 福音館書店         | 101万部     | p.39          |
| バムとケロのにちようび                                          | 島田ゆか                                                                 | 1994年 | 文溪堂             | 101万部     | p.27          |
| だるまちゃんとかみなりちゃん                                    | 加古里子                                                                 | 1968年 | 福音館書店         | 100万部     | p.27          |
| おやすみ、ロジャー 魔法のぐっすり絵本                           | カール＝ヨハン・エリーン 三橋美穂（監訳）                                | 2015年 | 飛鳥新社           | 100万部     | [ 20 ]        |

## シリーズ累計部数
- アンパンマンシリーズ（8100万部、関連書籍を含む、2018年12月時点）[21]
- 講談社の絵本シリーズ（7000万部、復刊を含む）[22]
- ナインチェ・プラウス（ミッフィー、うさこちゃん）シリーズ（5000万部、2017年2月時点）[23]
- ノンタンシリーズ（3360万部、2020年12月時点）[24]
- ぐりとぐらシリーズ（2630万部、2018年3月時点）[25]
- 松谷みよ子あかちゃんの本シリーズ（1712万部、2017年3月時点）[26]
- ファーストブックシリーズ（1568万部、2007年5月時点）[27]
- あかちゃんのあそびえほんシリーズ（1300万部、2018年3月時点）[28]
- こぐまちゃんシリーズ（1100万部以上、2022年時点。ボードブックや点字付き絵本を含む）[29]
- こんなこいるかなシリーズ（1000万部）[30]
- ウォーリーシリーズ（1000万部、2020年3月時点）[31]
- ミッケ!シリーズ（900万部）[32]
- のりものアルバムシリーズ（写真絵本）（841万部）[33]
- 14ひきのシリーズ（750万部、2020年11月時点）[34]
- だるまさんシリーズ（740万部、2020年10月時点）[35]
- バムとケロシリーズ（580万部、2017年6月時点）[36]
- ひとまねこざる（おさるのジョージ）シリーズ（550万部、2017年6月時点）[37]
- バーバパパシリーズ（500万部、2011年9月時点）[38]
- しずくちゃんシリーズ（500万部、2014年4月時点）[39]
- 11ぴきのねこシリーズ（451万部、2020年9月時点）[40]
- ポケモンをさがせ!シリーズ（420万部、2019年2月時点）[41]
- ねずみくんシリーズ（400万部、2021年1月時点）[42]
- ちいさなおばけアッチ・コッチ・ソッチシリーズ（400万部、2019年12月時点）[43]
- だるまちゃんシリーズ（389万部、2018年5月時点）[44]　※月刊絵本として刊行されたソフトカバー版を含むと650万部（2014年6月時点）[45]
- リラックマシリーズ（370万部、2020年10月時点）[46]
- ディズニーゴールド絵本シリーズ（365万部、2017年12月時点）[47]
- メイシーちゃんシリーズ（350万部、2009年4月時点）[48]
- あらしのよるにシリーズ（350万部、2017年7月時点）[49]
- そらまめくんシリーズ（350万部、2019年3月時点）[50]
- ノラネコぐんだんシリーズ（350万部、2024年11月時点）[51]
- 100かいだてのいえシリーズ（320万部、2019年10月時点）[52]
- ペネロペシリーズ（315万部、2020年12月時点）[53]
- となりのトトロシリーズ（300万部、2004年11月時点）[54]
- でこぼこフレンズシリーズ（300万部、小学館）[55]
- わちふぃーるどシリーズ（300万部、2014年7月時点）[56]
- ぴよちゃんのおともだちシリーズ（300万部、2019年4月時点）[57]
- こびとづかんシリーズ（270万部、2020年4月時点）[58]
- 迷路絵本シリーズ（約260万部、2017年4月時点）[59]
- 汽車のえほんシリーズ（約252万部、2013年5月時点）[60]　※『きかんしゃトーマスとなかまたち』などの関連書籍を含めると約2700万部[60]
- のばらの村のものがたりシリーズ（250万部）[61]
- どうよう うたのえほんシリーズ（250万部）[62]
- くれよんのくろくんシリーズ（250万部、2017年3月時点）[63]
- プータンシリーズ（250万部、2019年1月時点）[64]
- はじめての世界名作えほんシリーズ（240万部、2020年10月時点）[65]
- どうぶついろいろかくれんぼシリーズ（230万部、2018年10月時点）[66]
- くまのがっこうシリーズ（222万部、2019年9月時点）[67]
- がまくんとかえるくんシリーズ（221万部、2015年7月時点）[68]
- いっしょにあそぼシリーズ（220万部、2020年12月時点）[69]
- おれたちともだちシリーズ（216万部、2020年3月時点）[70]
- これなあに?かたぬきえほんシリーズ（210万部、2018年時点）[71]
- おなはしのえほんシリーズ（200万部）[72][リンク切れ]
- リサとガスパールシリーズ（約200万部、2017年4月時点）[73]
- こどもずかんシリーズ（200万部、2018年10月時点）[74]
- だもんシリーズ（ふれあい親子のほん）（200万部、2020年12月時点）[75]
- ティラノサウルスシリーズ（200万部、2015年2月時点）[76]
- 二どひらく絵本シリーズ（170万部）[77][リンク切れ]
- とべないホタルシリーズ（170万部、2019年1月時点）[78]
- もったいないばあさんシリーズ(170万部、2024年4月時点）[79]
- ちびギャラシリーズ（156万部）[80]
- 旅の絵本シリーズ（152万部、2022年1月末時点）[注釈 11]
- はじめてのめいさくしかけえほんシリーズ（150万部）[83][リンク切れ]
- どんぐりむらシリーズ（140万部、2018年10月時点）[84]
- 魔法のぐっすり絵本シリーズ（120万部、2018年9月時点）[85]
- かおノートシリーズ（120万部、2019年4月時点）[86]
- にじいろのさかなシリーズ（100万部、2005年9月時点）[87]
- 落語絵本シリーズ（100万部、2007年12月時点）[88]
- きむらゆういちのパッチン絵本シリーズ（100万部、2014年10月時点）[89]
- 新・モノ語りシリーズ（新日鉄住金）（100万部、2017年4月時点）[90][リンク切れ]
- 視覚デザインののりものえほんシリーズ（100万部、2018年1月時点）[91]
- あかちゃんごえほんシリーズ（100万部、2018年4月時点）[92]
- ちいさなちいさなポコポコえほんシリーズ（100万部、2020年6月時点）[93]